# Buszkowice (Ścinawa)
Buszkowice (deutsch: Hochbauschwitz) liegt am linken Ufer der Oder in der Landgemeinde Ścinawa (Steinau an der Oder) im Powiat Lubiński der Woiwodschaft Niederschlesien in Polen. Es liegt vier Kilometer nördlich von Ścinawa (Steinau).

## Geographie
Buszkowice liegt in der fruchtbaren Ebene westlich der Oder zwischen Ścinawa und Chobienia, 65 km nordwestlich von Breslau. Nachbarorte sind Przychowa im Süden und Ciechłowice im Norden.

## Geschichte
„Gut Boscovo“  wurde erstmals 1253 urkundlich erwähnt. Der Glogauer Herzog von Konrad II. verkaufte das Dorf an den Breslauer Bischof Thomas I. Bis zur Säkularisation 1811 blieb Hochbauschwitz im Besitz der Breslauer Bischöfe.

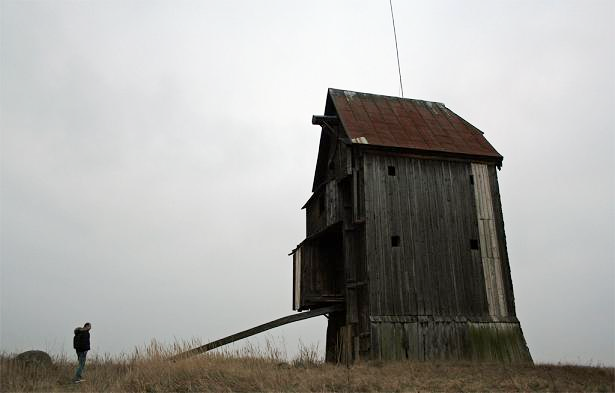
Bockwindmühle
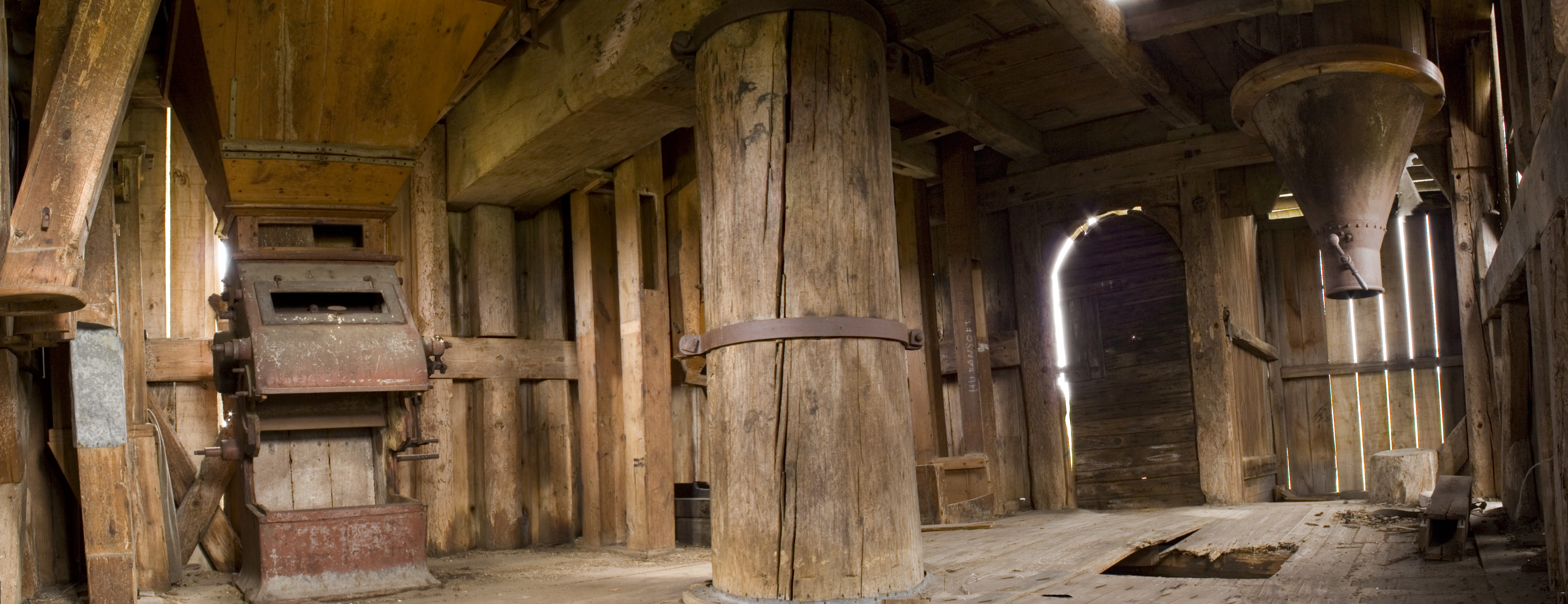
Innenansicht der Bockwindmühle
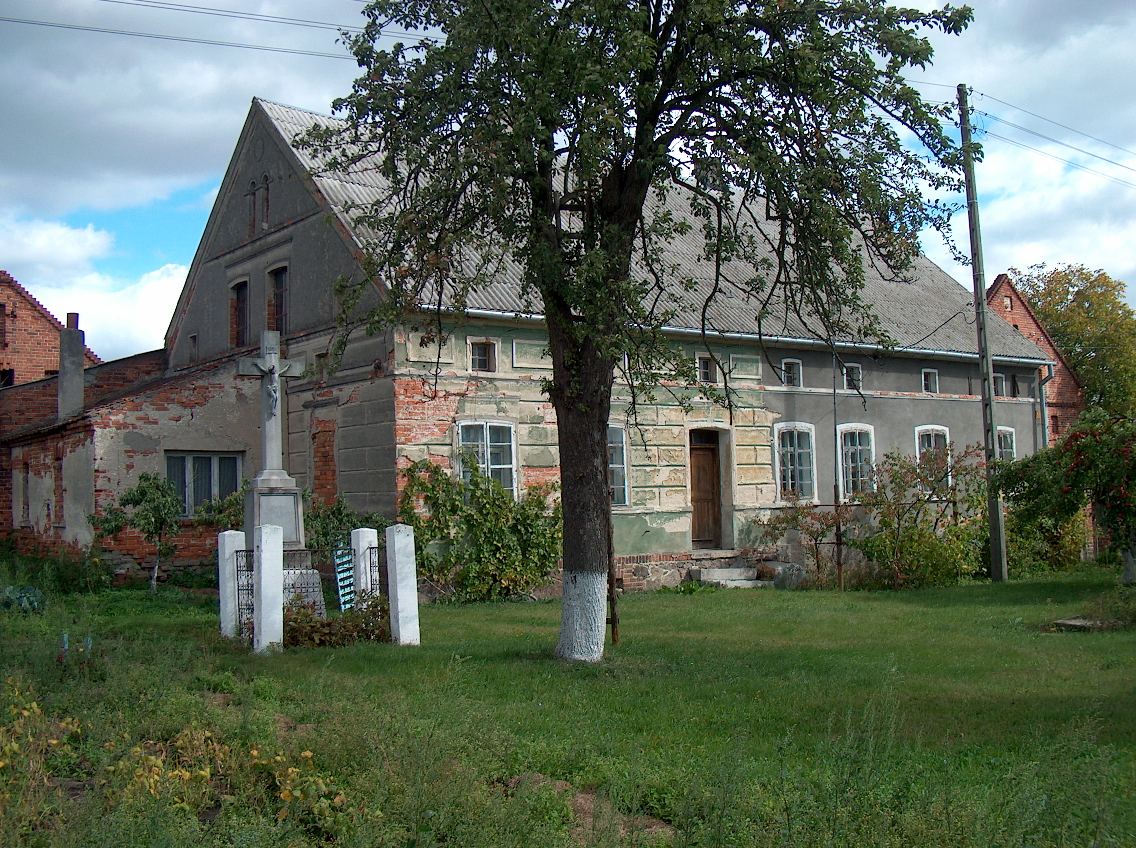
Wegkreuz